# Kanton Luzern
Koordinaten: 47° 6′ N, 8° 12′ O; CH1903: 657798 / 216835
Luzern (Kürzel LU; schweizerdeutsch Lozärn, französisch Lucerne, italienisch Lucerna, rätoromanisch Lucernaⓘ) ist ein deutschsprachiger Kanton der Schweiz und zählt zur Grossregion Zentralschweiz (Innerschweiz). Der Hauptort und zugleich bevölkerungsreichste Ort ist die gleichnamige Stadt Luzern.

## Geographie

### Bodenfläche
Der Kanton hat Anteil am Mittelland, an den Voralpen und an den Schweizer Alpen. Der Grossteil gehört geografisch gesehen zum Mittelland, besteht aber nicht aus grossen, flachen Ebenen, sondern ist oft eine Hügellandschaft mit Ebenen. Typische Beispiele dafür sind das Luzerner Hinterland im Nordwesten des Kantons, das Entlebuch und das «Gäu» rund um den Sempachersee. Das Brienzer Rothorn, das Pilatusmassiv und das Rigimassiv sind alpine Regionen im Süd- bzw. Ostteil des Kantons.
Vom gesamten Kantonsgebiet sind:
- 54,7 % landwirtschaftliche Nutzfläche, darunter
  - 46,5 % Wies- und Ackerland
  - 5,5 % alpwirtschaftliche Nutzflächen
  - 2,8 % Obst, Rebbau und Gartenbau
- 30,1 % bestockte Flächen, darunter:
  - 27,0 % Wald
  - 3,0 % Gehölz
  - 0,1 % Gebüschwald
- 8,4 % Siedlungsfläche, darunter:
  - 4,1 % Gebäudeareal
  - 2,7 % Verkehrsfläche
  - 0,7 % Industrieareal
  - 0,5 % besondere Siedlungsflächen
  - 0,4 % Erholungs- und Grünanlagen
- 6,8 % unproduktive Fläche, darunter:
  - 4,4 % stehende Gewässer (Seen)
  - 0,9 % unproduktive Vegetation
  - 0,9 % vegetationslose Fläche
  - 0,5 % Fliessgewässer (Flüsse und Bäche)

### Klima
Im Kanton Luzern gibt es trotz seiner geringen Grösse verschiedene Mikroklimazonen. Im Nordteil des Kantons regnet es bedeutend weniger als im Napfbergland oder im Pilatusgebiet. Ein besonders mildes Mikroklima haben die Orte am Fuss der Rigi, wo Südfrüchte und Palmen gedeihen.
Die Gegend um die Stadt Luzern weist ein besonderes Mikroklima auf. Einerseits erhält sie wegen des Pilatusmassivs reichlich Regen (was ihr bei den anderen Schweizern den Übernamen Schüttstein der Schweiz eintrug), andererseits sorgt der Föhn oft für überdurchschnittliche Temperaturen im Herbst und im Frühling.

### Nachbarkantone
Der Kanton Luzern ist ein Binnenkanton und grenzt im Westen und Südwesten an den Kanton Bern, im Norden und Nordosten an den Kanton Aargau, im Osten an die Kantone Schwyz und Zug und im Süden an die Kantone Obwalden und Nidwalden.

### Extrempunkte
Der höchste Punkt ist mit 2349,7 m ü. M. das Brienzer Rothorn im Südwesten des Kantons, der tiefste Punkt mit 403,1 m ü. M. die Reuss bei Honau an der Grenze zu den Kantonen Aargau und Zug. Der höchste Gipfel, der ganz im Kanton Luzern liegt, ist der Hengst (Schrattenfluh) mit 2092 m ü. M.

### Seen
Die Seen Rotsee, Baldeggersee, Sempachersee, Mauensee, Soppensee liegen vollständig im Kantonsgebiet. Anteile hat der Kanton Luzern am Vierwaldstättersee, Zugersee und Hallwilersee.

### Flüsse
Die bedeutendsten Fliessgewässer sind Reuss, Kleine Emme, Wigger, Luthern, Suhre, Pfaffneren und Entlen.

## Bevölkerung
Per 31. Dezember 2023 betrug die Einwohnerzahl des Kantons Luzern 432'744. Die Bevölkerungsdichte liegt mit 290 Einwohnern pro Quadratkilometer über dem Schweizer Durchschnitt (217 Einwohner pro Quadratkilometer). Der Ausländeranteil (gemeldete Einwohner ohne Schweizer Bürgerrecht) bezifferte sich am 31. Dezember 2023 auf 21,0 Prozent, während landesweit 27,0 Prozent Ausländer registriert waren. Per 30. Juni 2021 betrug die Arbeitslosenquote 2,0 Prozent gegenüber 2,8 Prozent auf eidgenössischer Ebene. Am 27. April 2016 erreichte die Bevölkerung im Kanton Luzern erstmals die Marke von 400'000.
Der Spitzname Chatzestrecker für die Luzerner geht darauf zurück, dass man ihnen vorwarf, Katzen durch Strecken zu erlegen.

### Bevölkerungsentwicklung
Die Bevölkerungsentwicklung auf dem Gebiet des heutigen Kantons Luzern seit 1798:
| Jahr | Einwohner |
| ---- | --------- |
| 1798 | 089'117   |
| 1816 | 108'978   |
| 1837 | 124'521   |
| 1850 | 132'843   |
| 1860 | 130'504   |
| 1870 | 132'153   |
| 1880 | 134'708   |
| 1888 | 135'360   |

| Jahr | Einwohner |
| ---- | --------- |
| 1900 | 146'519   |
| 1910 | 167'223   |
| 1920 | 177'073   |
| 1930 | 189'391   |
| 1941 | 206'608   |
| 1950 | 223'249   |
| 1960 | 253'446   |
| 1970 | 289'641   |

| Jahr | Einwohner |
| ---- | --------- |
| 1980 | 296'159   |
| 1990 | 326'268   |
| 2000 | 350'504   |
| 2005 | 356'384   |
| 2010 | 377'610   |
| 2015 | 398'762   |
| 2016 | 400'018   |
| 2022 | 424'851   |

Bevölkerungsentwicklung im Kanton Luzern
Quellen: Helvetische Volkszählung 1798, Kantonale Volkszählung 1816, Eidgenössische Volkszählung 1837, Bundesamt für Statistik, Volkszählungen 1850–2000; ab 2010 Schätzungen per Ende Jahr
Die Bevölkerung des Kantons wuchs zwischen 1850 und 1888 nur wenig. Damals wanderten viele ärmere Landbewohner in industrialisierte Regionen der Schweiz und nach Übersee aus. Mit dem Aufkommen des Fremdenverkehrs und der verstärkten Ansiedlung von Industriebetrieben änderte sich dies anschliessend. Das Bevölkerungswachstum hält bis heute an. Früher war der Hauptgrund für die starke Bevölkerungszunahme der Geburtenüberschuss; heute ist es die Zuwanderung.

### Sprachen
2012 waren 90,4 Prozent der Bevölkerung deutsch-, 2,8 Prozent italienisch- und 1,7 Prozent französischsprachig. Des Weiteren war Englisch mit 2,9 Prozent vertreten.

#### Alemannische Dialekte
Im Kanton Luzern werden verschiedene Dialekte gesprochen, die sich teils nahestehen, teils deutlich unterscheiden. Untermundarten des Luzerndeutschen sind:
- der Dialekt zwischen Malters im Süden und Triengen im Norden, also im Wesentlichen im ehemaligen Amt Sursee
- der Dialekt in den früheren Ämtern Luzern und Hochdorf, mithin in der Stadt Luzern und im Seetal
- der Dialekt des Entlebuchs
- der Dialekt des Luzerner Hinterlands
- der Dialekt in den Rigigemeinden Greppen, Weggis, Vitznau

Der Dialekt des Entlebuchs neigt in vielem dem Berndeutschen zu, die Mundart des Schongaus weist schon ins aargauische Freiamt hinüber, und die Sprache der Rigigemeinden, die eine an den Kanton Schwyz angrenzende geographische Exklave im weiteren Sinne des Kantons Luzern bilden, kann dem Schwyzer Dialekt zugeordnet werden. Das typische hochalemannische Luzerndeutsch wird damit vor allem in der Grossregion Luzern-Sempach/Sursee-Seetal gesprochen.
Bedeutende Autoren, die in luzerndeutscher Mundart geschrieben haben, sind Jost Bernhard Häfliger, Josef Felix Ineichen, Josef Roos, Theodor Bucher («Zyböri») und Alfred Leonz Gassmann. Von Walter Haas stammt eine Geschichte der Luzerner Mundartliteratur. Eine luzerndeutsche Grammatik mit Fokus auf der Mundart des «Gäus» (der Region Sursee) hat Ludwig Fischer verfasst.

#### Nationalsprachen
Trotz starker Zuwanderung aus dem Ausland im 20. Jahrhundert hat sich die Sprachlandschaft nicht stark gewandelt. Die Einwanderer integrieren sich sprachlich zumeist in der zweiten Einwanderergeneration (sogenannte Secondos) oder spätestens in der dritten Einwanderergeneration.
| Sprache        | 1880    | 1900    | 1950    | 1960    | 1970    | 1980    | 1990    | 2000    |
| -------------- | ------- | ------- | ------- | ------- | ------- | ------- | ------- | ------- |
| Deutsch        | 134'155 | 143'337 | 216'647 | 239'068 | 263'310 | 269'327 | 289'160 | 311'543 |
| Italienisch    | 294     | 2'204   | 3'587   | 10'126  | 15'635  | 11'638  | 9'192   | 6'801   |
| Französisch    | 302     | 747     | 2'150   | 2'244   | 2'015   | 2'129   | 2'046   | 2'053   |
| Rätoromanisch  | 5       | 64      | 338     | 466     | 525     | 642     | 473     | 388     |
| Spanisch       | –       | –       | 33      | 203     | 4'473   | 3'681   | 2'015   | 2'491   |
| Portugiesisch  | –       | –       | –       | –       | –       | –       | 2'567   | 3'126   |
| Albanisch      | –       | –       | –       | –       | –       | –       | –       | 6'768   |
| Serbokroatisch | –       | –       | –       | –       | –       | –       | –       | 7'401   |
| Türkisch       | –       | –       | –       | –       | 282     | –       | 1'465   | 955     |
| Englisch       | –       | –       | 123     | 253     | 485     | 820     | 697     | 1'643   |
| Gesamt         | 134'708 | 146'519 | 223'249 | 253'446 | 289'641 | 296'159 | 326'268 | 350'504 |

Unter der älteren Wohnbevölkerung gibt es etliche Menschen ungarischer, tschechischer, slowakischer, polnischer und tibetischer Muttersprache (Flüchtlinge, zwischen 1939 und 1969 ins Land gelangt). Weitere grössere sprachliche Minderheiten sprechen Albanisch, Serbokroatisch, Griechisch, Niederländisch, Schwedisch, Kurdisch, Vietnamesisch, Arabisch, Somal und Tamilisch.

### Nationalitäten
| Staatsangehörigkeit         | 2000  | 2005  | 2010  | 2015 Anzahl | 2015 Anteil |
| --------------------------- | ----- | ----- | ----- | ----------- | ----------- |
| Schweiz                     | 85,18 | 84,64 | 83,35 | 327'503     | 82,13       |
| Europäische Union 1, davon: | 10,75 | 11,62 | 14,67 | 41'274      | 10,35       |
| Deutschland                 | 1,20  | 1,74  | 3,13  | 13'838      | 3,47        |
| Italien                     | 2,26  | 1,95  | 1,78  | 7'413       | 1,86        |
| Portugal                    | 1,08  | 1,30  | 1,49  | 7'330       | 1,84        |
| Spanien                     | 0,71  | 0,55  | 0,45  | 2'057       | 0,52        |
| Kroatien                    | 0,85  | 0,78  | 0,62  | 2'037       | 0,51        |
| Kosovo                      | 0–    | 0–    | 1,14  | 7'427       | 1,86        |
| Serbien 2                   | 4,37  | 4,18  | 2,42  | 4'815       | 1,21        |
| Nordmazedonien              | 0,85  | 0,69  | 0,61  | 2'301       | 0,58        |
| Bosnien und Herzegowina     | 0,86  | 0,79  | 0,64  | 2'015       | 0,51        |
| Türkei                      | 0,43  | 0,41  | 0,45  | 1'565       | 0,39        |
| Sri Lanka                   | 0,17  | 0,52  | 0,46  | 1'423       | 0,36        |

### Religionen – Konfessionen
Der Kanton Luzern ist ein traditionell katholischer Kanton.
Bei einer Gesamtbevölkerung von 406'506 Einwohnern waren 2017 im Kanton Luzern 246'799 Einwohner (60,71 Prozent) Mitglied der römisch-katholischen Kirche, während 41'622 Einwohner (10,24 Prozent) der evangelisch-reformierten Kirche angehörten.
Seit der Volkszählung 2000 liegen (ausser für die römisch-katholische und evangelisch-reformierte Kirche) keine genauen Zahlen zur Religionszugehörigkeit der Gesamtbevölkerung im Kanton mehr vor. Jedoch führt das Bundesamt für Statistik (BFS) Stichprobenerhebungen durch, bei welchen auch andere Religionsgemeinschaften im Kanton erfasst werden.
Bei der Erhebung von 2017 bekannten sich drei Viertel aller Befragten ab 15 Jahren im Kanton Luzern zu einer christlichen Konfession, während sich ein Viertel zu einer anderen oder keiner Religion bekannte. Werden die Staatsangehörigkeit bzw. Herkunft der Befragten berücksichtigt, zeigt sich gemäss der Befragung jedoch ein weitaus differenzierteres Bild:
| Religion                         | Total der Befragten | Schweizer Staats- angehörigkeit | Schweizer ohne Migrations- hintergrund | Schweizer mit Migrations- hintergrund | Ausländische Staats- angehörigkeit |
| -------------------------------- | ------------------- | ------------------------------- | -------------------------------------- | ------------------------------------- | ---------------------------------- |
| Christentum                      | 75                  | 79                              | 82                                     | 59                                    | 55                                 |
| – römisch-katholisch             | 60                  | 65                              | 69                                     | 37                                    | 38                                 |
| – evangelisch-reformiert         | 10                  | 11                              | 12                                     | 08                                    | 05                                 |
| – andere christliche Konfession  | 05                  | 03                              | 01                                     | 14                                    | 12                                 |
| andere Religionen                | 05                  | 03                              | 0                                      | 20                                    | 19                                 |
| – muslimisch                     | 04                  | 02                              | 0                                      | 14                                    | 16                                 |
| – übrige Religionsgemeinschaften | 01                  | 01                              | 0                                      | 06                                    | 03                                 |
| konfessionslos                   | 18                  | 17                              | 16                                     | 20                                    | 25                                 |
| keine Angabe                     | 02                  | 01                              | 02                                     | 01                                    | 01                                 |

In den Zeiten der Reformation gelangten Schriften täuferischer und reformierter Richtung ins Gebiet des katholischen Kantons Luzern und führten zum Übertritt einzelner Personen. Die Regierung schritt allerdings energisch ein und unterdrückte die Reformation mittels Hinrichtungen und Landesverweisen. Im Mittelalter gab es zeitweise eine jüdische Gemeinde; Pogrome und schliesslich die Ausweisung der restlichen Juden machten ihr ein Ende. Deshalb blieb der Kanton bis ins 19. Jahrhundert rein katholisch.
Ab dem frühen 19. Jahrhundert liessen sich Reformierte im Kanton nieder. In der Luzerner Peterskapelle wurden seit 1826 reformierte Gottesdienste abgehalten. Zur verstärkten Zuwanderung kam es ab 1848, als im neuen Bundesstaat Schweiz die Niederlassungsfreiheit eingeführt wurde. Es entstanden reformierte und jüdische Gemeinden und – durch die Abspaltung von der römisch-katholischen Kirche – die christkatholische (altkatholische) Gemeinde.
Dennoch blieb der Kanton bis nach dem Zweiten Weltkrieg – abgesehen von einer stets anwachsenden Minderheit an Protestanten – katholisch geprägt, wie folgende Tabelle aufzeigt:
| Konfession        | 1850    | 1900    | 1950    | 1960    | 1970    | 1980    | 1990    | 2000    |
| ----------------- | ------- | ------- | ------- | ------- | ------- | ------- | ------- | ------- |
| Katholiken        | 131'280 | 134'020 | 189'917 | 215'686 | 246'888 | 244'066 | 255'106 | 248'545 |
| Protestanten      | 1'563   | 12'085  | 30'396  | 34'721  | 38'712  | 39'816  | 44'479  | 42'926  |
| Juden             | 0       | 319     | 497     | 532     | 563     | 587     | 585     | 399     |
| Christkatholiken  | –       | –       | 1'129   | 1'466   | 741     | 594     | 453     | 471     |
| Muslime           | –       | –       | –       | 6       | 372     | 1'691   | 6'123   | 13'227  |
| Ostchristen       | –       | –       | 21      | 39      | 412     | 1'473   | 4'604   | 7'801   |
| andere Religionen | –       | –       | –       | –       | –       | –       | 1'243   | 2'883   |
| Konfessionslose   | –       | –       | –       | 769     | 1'672   | 4'979   | 10'396  | 20'681  |
| Gesamt            | 132'843 | 146'519 | 223'249 | 253'446 | 289'641 | 296'159 | 326'268 | 350'504 |

Seit 1960 hat aber eine tiefgreifende Änderung eingesetzt. In den 1960er-Jahren wanderten orthodoxe Christen aus Jugoslawien und Griechenland und Muslime aus Jugoslawien ein. Seither ging der römisch-katholische Bevölkerungsanteil (trotz starker Zuwanderung katholischer Südeuropäer) von (1970) 85,2 Prozent auf (2000) 70,9 Prozent zurück.
Über 90 Prozent der Muslime sind Bosniaken, Albaner, Türken oder Kurden. Die orthodoxen Christen stammen fast gänzlich aus Südosteuropa. Unter den anderen Religionen sind der Hinduismus und der Buddhismus bedeutend. Die Hindus sind fast ausschliesslich Tamilen aus Sri Lanka. Die Buddhisten zerfallen in zwei Gruppen: Einerseits handelt es sich um Zuwanderer aus Südost- und Ostasien (Vietnam, Kambodscha, China, Tibet etc.), andererseits um einheimische Konvertiten.
Durch die gesunkene religiöse Verbundenheit nimmt der Anteil der Konfessionslosen durch Kirchenaustritte rasch zu (1970: 0,6 Prozent; 2000: 5,9 Prozent).
Als Körperschaften des öffentlichen Rechts werden durch die Luzerner Kantonsverfassung die römisch-katholische, die evangelisch-reformierte und die christkatholische Landeskirche anerkannt.

## Wirtschaft
2022 betrug das Bruttoinlandsprodukt (BIP) 31,9 Milliarden Franken (Platz 9 unter den 26 Kantonen). Mit einem BIP pro Kopf von 75'544 Franken (2022) belegte der Kanton Platz 14. 2012 wurden 234'924 Beschäftigte im Kanton Luzern gezählt, wovon 14'238 auf den primären (Urproduktion), 55'744 auf den sekundären (Industrie) und 164'942 auf den tertiären Sektor (Dienstleistung) entfielen. 30'413 Arbeitsstätten wurden 2012 im Kanton gezählt (davon 4'986 im primären, 4'591 im sekundären und 20'836 im tertiären Sektor). Die Arbeitslosenquote bezifferte sich per 30. Juni 2021 auf 2,0 Prozent gegenüber 2,8 Prozent auf eidgenössischer Ebene.

### Landwirtschaft
Insgesamt gibt es über 4'000 landwirtschaftliche Betriebe im Kanton Luzern. Im Jahr 2020 wurden 11,2 Prozent der landwirtschaftlichen Nutzfläche des Kantons durch 465 Betriebe biologisch bewirtschaftet. Der geringe Anteil kommt von daher, dass im Kanton sehr viel Nutztierhaltung betrieben wird. Insbesondere trägt der Kanton wesentlich zur Schweinefleischproduktion in der Schweiz bei. Fast jedes dritte Schwein in der Schweiz wird im Kanton Luzern gemästet. Im Jahr 2023 beschloss die Kantonsregierung einen Aktionsplan, um den Bio-Anteil zu erhöhen. Im Jahr 2021 trat im Kanton Luzern eine neue Phosphor-Verordnung in Kraft, welche den Bauern im Einzugsgebiet von Sempacher-, Baldegger- und Hallwilersee vorschreibt, weniger Gülle auszutragen und den Tierbestand nicht zu erhöhen.

## Staatliche Organisation, Politik

### Verfassung
Die neue Verfassung des Kantons Luzern von 2007 trat am 1. Januar 2008 in Kraft. Zuvor galt die Staatsverfassung vom 29. Januar 1875, die seither über 40-mal teilrevidiert wurde.
Die letzte Verfassungsrevision war ein längerer Prozess. Eine Gruppe des Kantonsrates erarbeitete einen Entwurf. Bis Ende 2004 konnten interessierte Gruppierungen an der Vernehmlassung zu diesem teilnehmen. Der Grosse Rat des Kantons (heute Kantonsrat) verabschiedete den Entwurf der neuen Verfassung am 30. Januar 2007 mit 70 zu 45 Stimmen. An der Volksabstimmung vom 17. Juni 2007 wurde die Verfassung mit 51'273 zu 29'137 Stimmen bei einer Stimmbeteiligung von 34,31 Prozent angenommen; sie trat am 1. Januar 2008 in Kraft.

### Legislative
- Grüne: 12
- SP: 19
- GLP: 8
- Mitte: 32
- FDP: 22
- SVP: 27

Das gesetzgebende Organ (Legislative) bildet der 120-köpfige Kantonsrat (bis 2007 Grosser Rat genannt), der vom Volk nach dem Proporzwahlrecht gewählt wird.
Das stimm- und wahlberechtigte Volk nimmt mittels direktdemokratischer Möglichkeiten an der Gesetzgebung teil. 5'000 Stimmberechtigte können die Einleitung einer Total- oder Teilrevision der Verfassung beantragen (Verfassungsinitiative), 4'000 Stimmberechtigte den Erlass, die Änderung oder die Aufhebung eines Gesetzes (Gesetzesinitiative). Unbedingt der Volksabstimmung zu unterbreiten sind Verfassungsänderungen sowie Gesetze und Beschlüsse des Kantonsrates, die Ausgaben von mehr als 25 Millionen Franken nach sich ziehen (obligatorisches Referendum), auf Verlangen von 3'000 Stimmberechtigten oder einem Viertel der Gemeinden sonstige Gesetze sowie Ausgaben zwischen 3 und 25 Millionen Franken (fakultatives Referendum).
|  | Partei                                      | Sitze 2023 | Wähler- anteil 2023 (%) | Sitze 2019 | Wähler- anteil 2019 (%) | Sitze 2015 | Wähler- anteil 2015 (%) | Sitze 2011 | Wähler- anteil 2011 (%) | Sitze 2007 | Wähler- anteil 2007 (%) | Sitze 2003 | Wähler- anteil 2003 (%) | Sitze 1999 | Wähler- anteil 1999 (%) |
|  | ------------------------------------------- | ---------- | ----------------------- | ---------- | ----------------------- | ---------- | ----------------------- | ---------- | ----------------------- | ---------- | ----------------------- | ---------- | ----------------------- | ---------- | ----------------------- |
|  | Die Mitte (bis 2020: CVP)                   | 32         | 27,31                   | 34         | 27,51                   | 38         | 30,86                   | 39         | 31,29                   | 46         | 37,31                   | 44         | 35,88                   | 48         | 39,84                   |
|  | Schweizerische Volkspartei (SVP)            | 27         | 23,05                   | 22         | 19,63                   | 29         | 24,11                   | 27         | 22,27                   | 23         | 19,03                   | 26         | 19,88                   | 22         | 17,02                   |
|  | FDP.Die Liberalen (FDP)                     | 22         | 17,88                   | 22         | 19,56                   | 25         | 21,04                   | 23         | 18,87                   | 29         | 23,05                   | 28         | 23,15                   | 31         | 25,67                   |
|  | Sozialdemokratische Partei der Schweiz (SP) | 19         | 14,14                   | 19         | 13,84                   | 16         | 11,85                   | 0161       | 10,96                   | 13         | 10,71                   | 16         | 11,57                   | 12         | 09,62                   |
|  | Grüne Partei der Schweiz (GPS)              | 12         | 10,24                   | 0152       | 11,65                   | 07         | 06,70                   | 09         | 08,67                   | 09         | 07,31                   | 06         | 05,63                   | 07         | 05,70                   |
|  | Grünliberale Partei (glp)                   | 08         | 07,25                   | 08         | 06,55                   | 05         | 04,32                   | 06         | 05,90                   | 0–         | 0–                      | 0–         | 0–                      | 0–         | 0–                      |

1 davon 1 auf JUSO-Liste gewählt

2 davon 1 auf Junge Grüne-Liste gewählt

### Exekutive
Das ausführende Organ (Exekutive) bildet ein von der stimm- und wahlberechtigten Bevölkerung nach dem Majorzwahlrecht gewählter fünfköpfiger Regierungsrat.
| Regierungsrat    | Amtsbezeichnung     | Partei | Departement                              |
| ---------------- | ------------------- | ------ | ---------------------------------------- |
| Fabian Peter     | Regierungsrat       | FDP    | Bau-, Umwelt- und Wirtschaftsdepartement |
| Reto Wyss        | Regierungspräsident | Mitte  | Finanzdepartement                        |
| Michaela Tschuor | Regierungsrätin     | Mitte  | Gesundheits- und Sozialdepartement       |
| Armin Hartmann   | Regierungsrat       | SVP    | Bildungs- und Kulturdepartement          |
| Ylfete Fanaj     | Regierungsrätin     | SP     | Justiz- und Sicherheitsdepartement       |

Der Vorsitzende des Regierungsrates wird wie sein Stellvertreter für ein Jahr gewählt und fungiert als «primus inter pares». Seine Amtsbezeichnung war bis zum Jahr 2007 «Schultheiss», diejenige seines Stellvertreters «Statthalter». Seit dem 1. Januar 2008 führt der Vorsitzende die Amtsbezeichnung «Regierungspräsident». Das Amt des Staatsschreibers hat seit 2020 Vincenz Blaser inne.

### Judikative
Als rechtsprechendes Organ (Judikative) fungiert als oberstes Luzerner Gericht das Kantonsgericht. Es wurde 2013 aus dem bisherigen Obergericht und dem bisherigen Verwaltungsgericht gebildet.
Die erstinstanzlichen Gerichte für Zivil- und Strafsachen werden durch Gesetz bezeichnet. Es handelt sich dabei um die Bezirksgerichte (bis 2007 Amtsgerichte genannt), das Kriminal-, das Arbeits-, das Jugend- und das Zwangsmassnahmengericht. Der ersten Instanz sind in vielen zivilrechtlichen Fällen die Schlichtungsbehörden vorgeschaltet, die die Streitparteien zu einer einvernehmlichen Lösung zu bewegen versuchen.

### Vertretung auf Bundesebene
Der Kanton Luzern hat neun Sitze im Nationalrat und zwei im Ständerat.

## Verwaltungsgliederung

### Politische Gemeinden

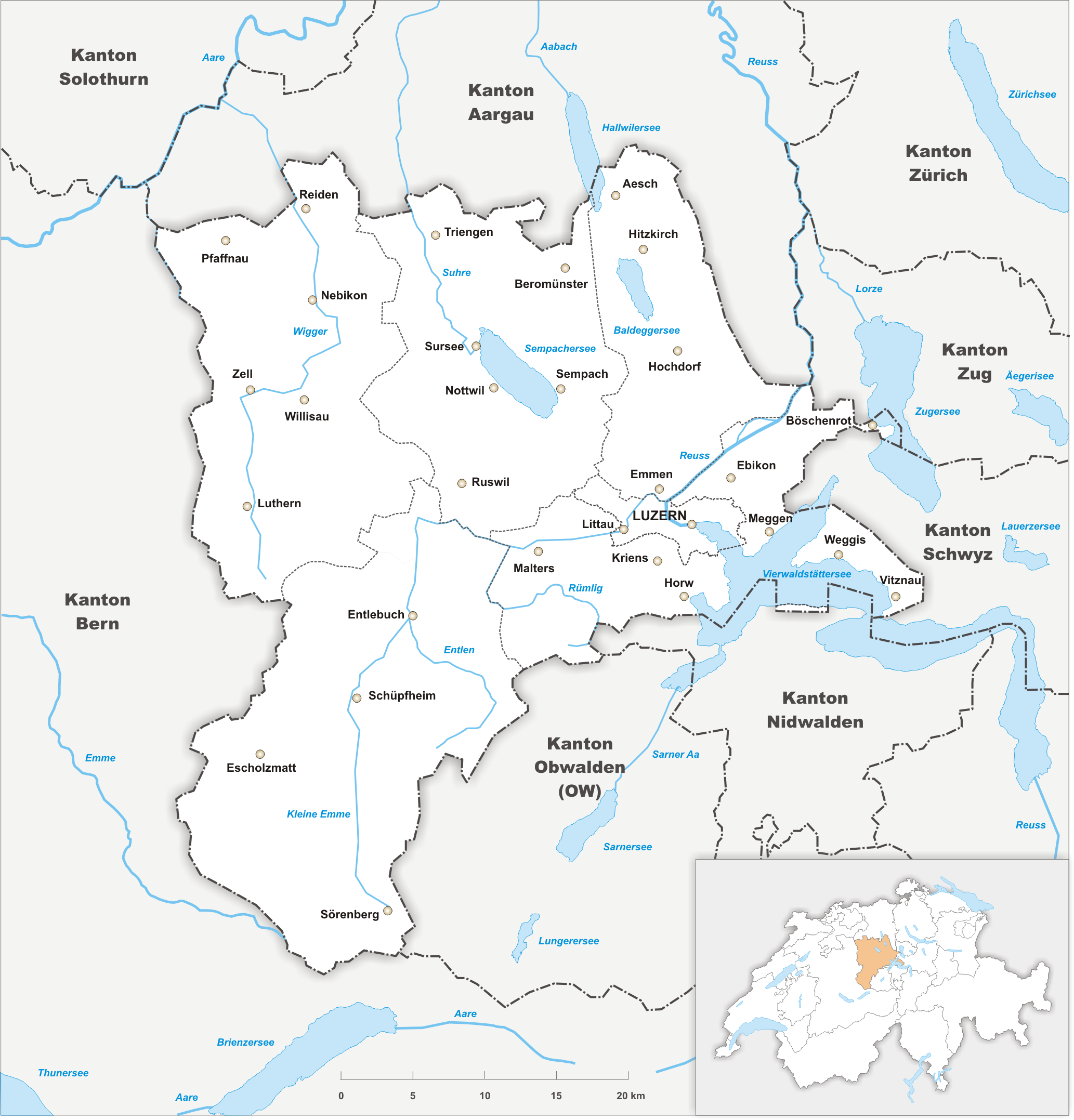
Städte und Orte des Kantons Luzern

Die politischen Gemeinden des Kantons Luzern sind öffentlich-rechtliche Gebietskörperschaften. Sie erfüllen ihre eigenen und die ihnen vom Kanton übertragenen Aufgaben. Die Gemeinden geben sich selbst eine demokratische Organisation und legen deren Grundzüge in einer Gemeindeordnung fest. Ihre Autonomie wird durch die Kantonsverfassung gewährleistet.
Der Kanton bestand bis 2003 aus 107 Gemeinden. Ab 2004 gab es mehrere Gemeindefusionen, sodass seit 1. Januar 2021 80 Gemeinden existieren.
Von den insgesamt 80 politischen Gemeinden sind nachfolgend diejenigen aufgelistet, die mehr als 9'000 Einwohner per 31. Dezember 2023 zählten:
| Politische Gemeinde | Einwohner | Ausländeranteil in Prozent |
| ------------------- | --------- | -------------------------- |
| Luzern, Hauptort    | 85'534    | 23,9                       |
| Emmen               | 32'380    | 34,5                       |
| Kriens              | 29'632    | 17,2                       |
| Horw                | 15'475    | 17,6                       |
| Ebikon              | 14'662    | 20,8                       |
| Sursee              | 10'810    | 15,0                       |
| Hochdorf            | 10'033    | 20,9                       |

### Ämter

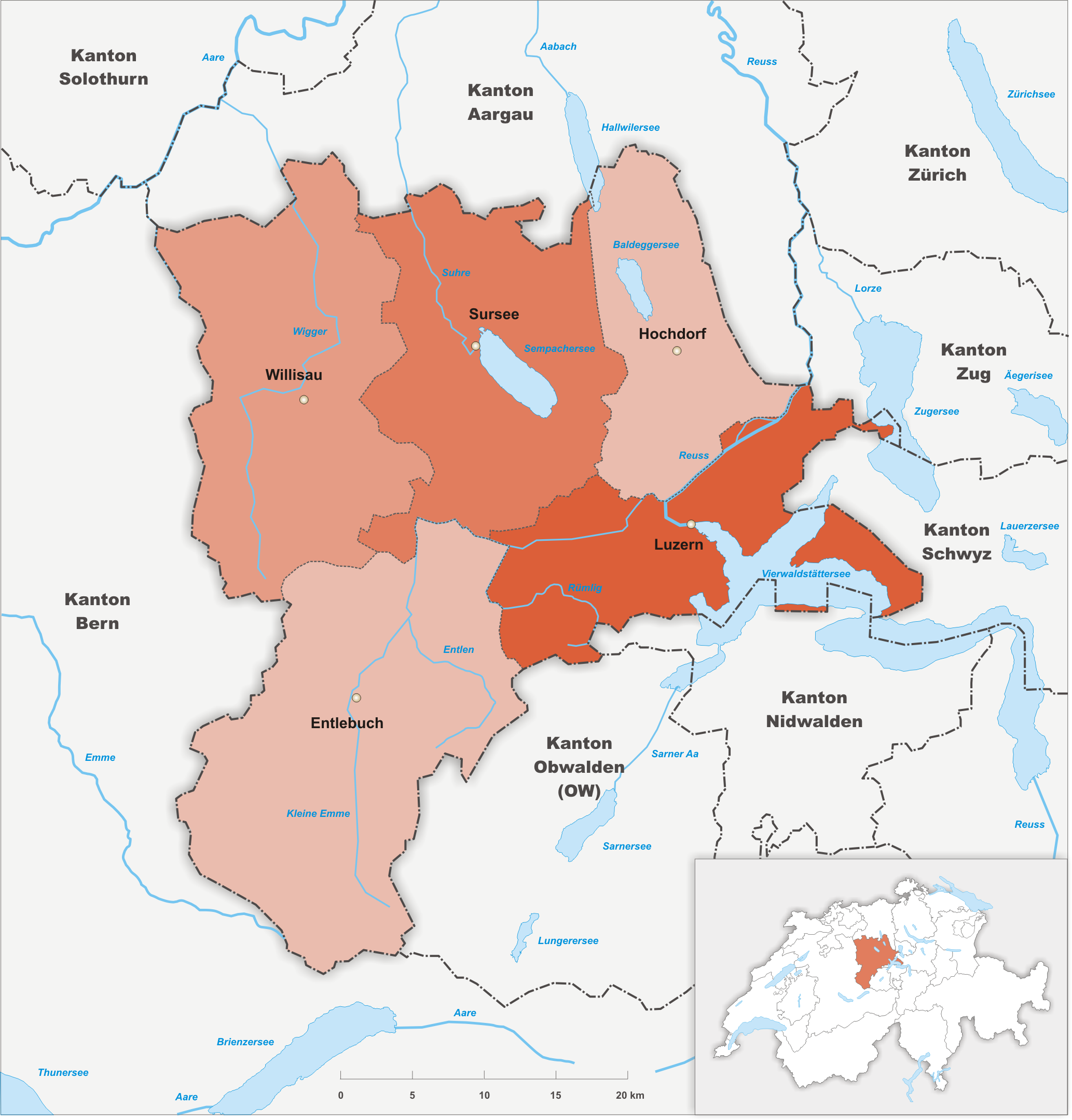
Ämter des Kantons Luzern

Der Kanton Luzern war lange Zeit in fünf Ämter (in anderen Kantonen Bezirke genannt) gegliedert. In der neuen Kantonsverfassung von 2007 werden sie nicht mehr genannt, es kommen ihnen damit keine verwaltungsmässigen Aufgaben mehr zu.
| Amt       | Hauptort   | Einwohner | Einwohner | Einwohner | Einwohner | Einwohner | Einwohner | Einwohner | Einwohner |
| Amt       | Hauptort   | 2003      | 2004      | 2005      | 2006      | 2007      | 2008      | 2009      | 2010      |
| --------- | ---------- | --------- | --------- | --------- | --------- | --------- | --------- | --------- | --------- |
| Entlebuch | Schüpfheim | 18'504    | 18'526    | 18'386    | 18'346    | 18'319    | 18'351    | 18'443    | 18'435    |
| Hochdorf  | Hochdorf   | 61'743    | 62'192    | 62'671    | 63'209    | 64'108    | 65'001    | 65'486    | 65'856    |
| Luzern    | Luzern     | 161'894   | 162'513   | 163'175   | 164'271   | 166'307   | 168'853   | 170'960   | 172'453   |
| Sursee    | Sursee     | 64'205    | 64'714    | 65'372    | 66'251    | 67'305    | 68'338    | 69'432    | 70'634    |
| Willisau  | Willisau   | 46'829    | 46'786    | 46'780    | 47'033    | 47'436    | 48'199    | 48'643    | 49'017    |

An die Stelle der Ämter sind nach Erlass der neuen Kantonsverfassung Wahlkreise und Gerichtsbezirke getreten, die mit den alten Ämtern nur teilweise übereinstimmen.

### Wahlkreise

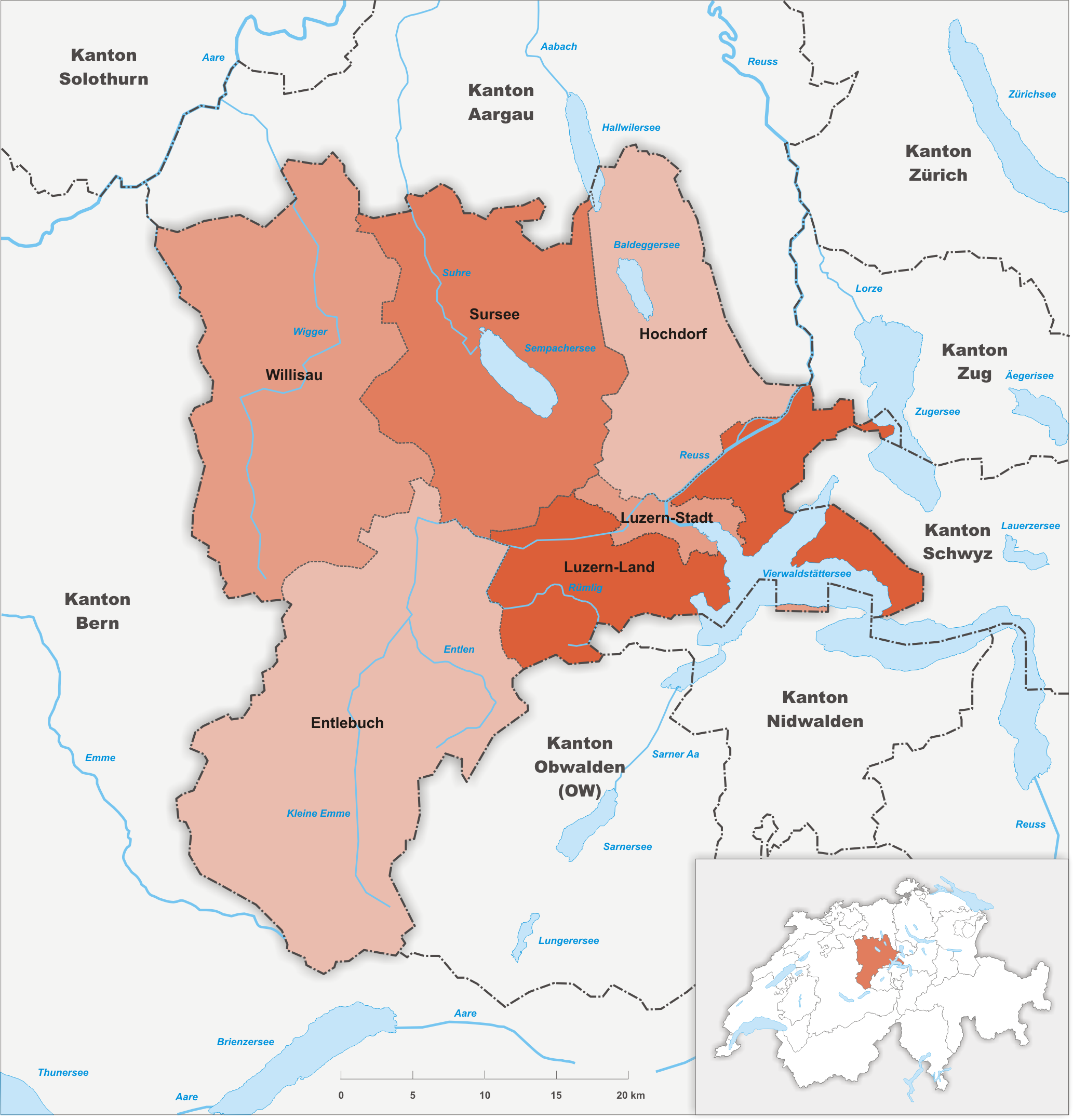
Wahlkreise des Kantons Luzern seit 1. Januar 2013

Der Kanton Luzern hat sechs Wahlkreise.
| Wahlkreis    | Einwohner (31. Dezember 2023) | Fläche in km² | BFS-Nr. |
| ------------ | ----------------------------- | ------------- | ------- |
| Entlebuch    | 023'969                       | 424.59        | 0316    |
| Hochdorf     | 076'685                       | 177.37        | 0313    |
| Luzern-Land  | 110'302                       | 187.57        | 0312    |
| Luzern-Stadt | 085'534                       | 029.11        | 0311    |
| Sursee       | 078'957                       | 273.07        | 0314    |
| Willisau     | 057'297                       | 337.42        | 0315    |
| Total (6)    | 432'7440'                     | 1493.520      |         |

### Gerichtsbezirke
Für die Rechtsprechung in erster Instanz, die von den Bezirksgerichten ausgeübt wird, ist das Kantonsgebiet in vier Gerichtsbezirke gegliedert:
- Gerichtsbezirk Luzern (umfasst die Stadt Luzern)
- Gerichtsbezirk Kriens (umfasst den Wahlkreis Luzern-Land ohne das Rontal)
- Gerichtsbezirk Hochdorf (umfasst den Wahlkreis Hochdorf sowie das Rontal)
- Gerichtsbezirk Willisau (umfasst die Wahlkreise Entlebuch, Sursee und Willisau)

## Geschichte

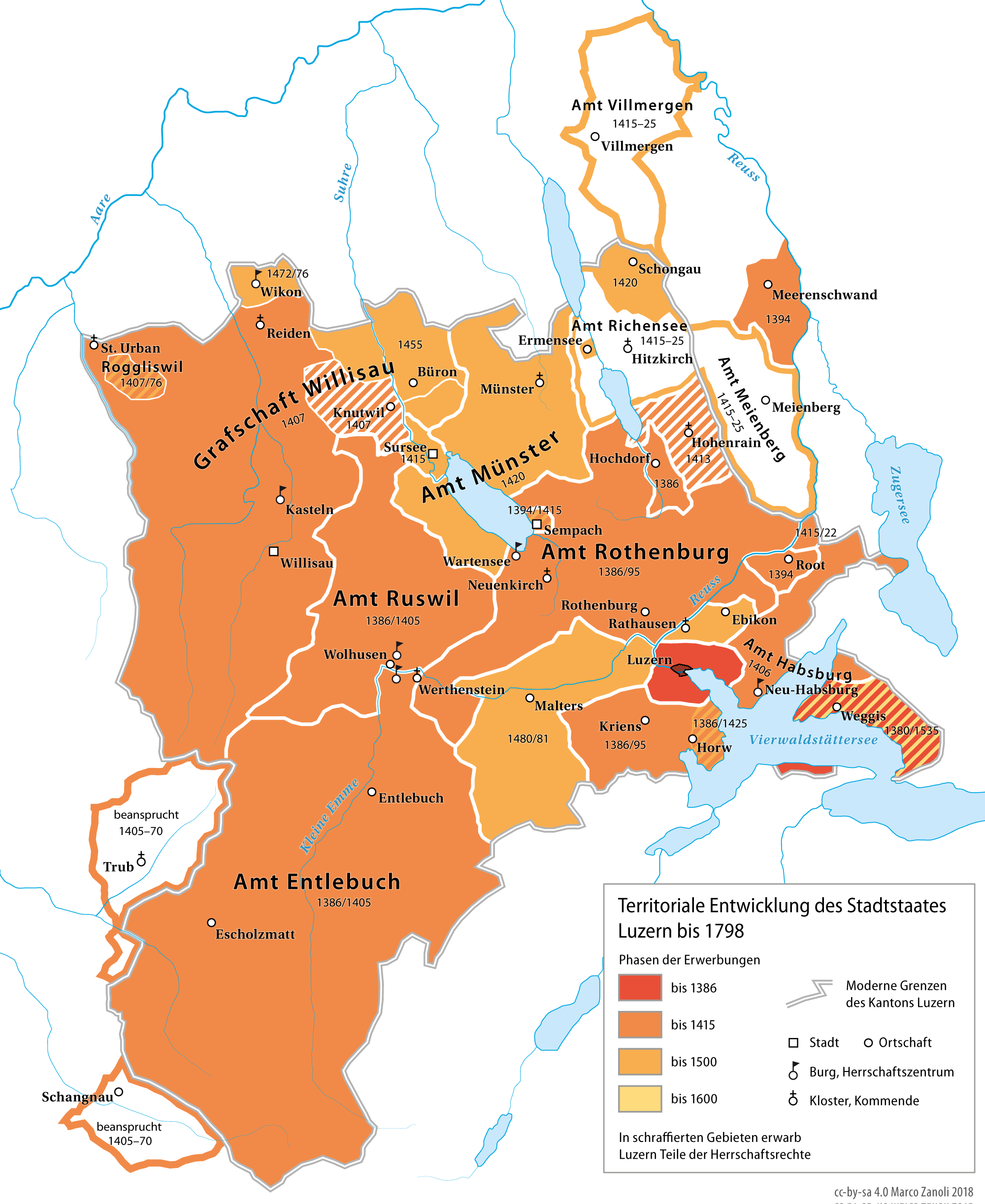
Karte der territorialen Entwicklung des Luzerner Stadtstaates bis 1798

Während der Jungsteinzeit siedelten sich die ersten Menschen auf dem heutigen Kantonsgebiet an. Zwischen 800 und 300 v. Chr. wanderten Kelten in die Zentralschweiz ein. Um 15 v. Chr. wurde die Region von den Römern erobert und in das Römische Reich integriert.
Im 6. Jahrhundert übernahmen germanische Alemannen nach dem Verfall des Römischen Reiches die Zentralschweiz. Es entstanden erste Klöster und Stifte. Im Jahr 750 wurde Luceria gegründet, woraus sich die spätere Stadt Luzern entwickelte. Um 1290 ernannte König Rudolf I. von Habsburg die Stadt Luzern zur österreichischen Landstadt. Im Jahr 1332 schloss Luzern einen Bund mit den sogenannten Waldstätten Uri, Schwyz und Unterwalden. Mit deren Hilfe befreite sich Luzern 1386 in der Schlacht von Sempach von der Herrschaft der Habsburger. Die heutigen Grenzen des Kantons entsprechen etwa der Ausdehnung zu diesem Zeitpunkt.
Nach dem Einmarsch der Franzosen im Jahr 1798 wurde die Helvetische Republik, ein Einheitsstaat nach französischem Muster, ausgerufen, und Luzern verlor vorübergehend die Selbständigkeit. 1803 führte Napoleon die Mediationsverfassung ein, welche den Kantonen ein gewisses Mass an Souveränität zugestand. 1814, zu Beginn der Restaurationszeit, wurden nach dem Zusammenbruch der Macht von Kaiser Napoleon die Vorrechte der Aristokratie teilweise wiederhergestellt. Luzern war ein souveräner Staat in einem lockeren Staatenbund. Im Jahr 1848 wurde nach dem Sonderbundskrieg der schweizerische Bundesstaat gegründet.
Die bis 2007 geltende Kantonsverfassung von 1875 wurde mehrfach ergänzt und nachgeführt. Im Jahr 2001 setzte man eine Spezialkommission des Grossen Rates für die Totalrevision der Verfassung ein. Ihr Entwurf wurde 2006 im Kantonsparlament beraten und am 17. Juni 2007 vom Stimmvolk gutgeheissen. Am 1. Januar 2008 trat die neue Kantonsverfassung in Kraft.